# 笠松 (宮若市)
笠松（かさまつ）とは、福岡県宮若市の地域の一つである。人口は約2,900人（2005年現在）。宗像地方の工業拠点として有名である。

## 大字
- 上有木
- 倉久
- 下有木
- 四郎丸
- 芹田

## 施設など
- 宮若市立笠松小学校
- 笠松郵便局
- トヨタ自動車九州

## 道路
笠松地域内に九州自動車道が通るが、インターチェンジはない。隣接する若宮地域の市内沼口に若宮ICが置かれている。
- 福岡県道9号室木下有木若宮線
- 福岡県道21号福岡直方線
- 福岡県道87号岡垣宮田線
- 福岡県道463号芹田石丸線

## 註
1. ↑  地域別構想 宮若市